# Bard (Terre du Milieu)
Vous lisez un « bon article » labellisé en 2012.
Pour les articles homonymes, voir Bard et Barde.
Bard ou Barde, surnommé « l'Archer » (the Bowman en anglais), est un personnage du roman Le Hobbit de J. R. R. Tolkien. Cet Homme du Bourg-du-Lac, descendant des anciens seigneurs du Val, réussit l'exploit de tuer le dragon Smaug et devient par la suite le roi de la cité reconstruite du Val.
Le personnage de Bard apparaît tardivement dans le roman, trahissant sa nature ad hoc : Tolkien l'a créé parce qu'il lui fallait un héros capable de tuer un dragon et qu'aucun des autres protagonistes du récit ne pouvait assurer ce rôle. Plusieurs de ses caractéristiques rappellent Wiglaf dans le poème anglo-saxon Beowulf, et il semble anticiper l'un des principaux personnages du Seigneur des anneaux, la suite du Hobbit, en la personne d'Aragorn.

## Histoire

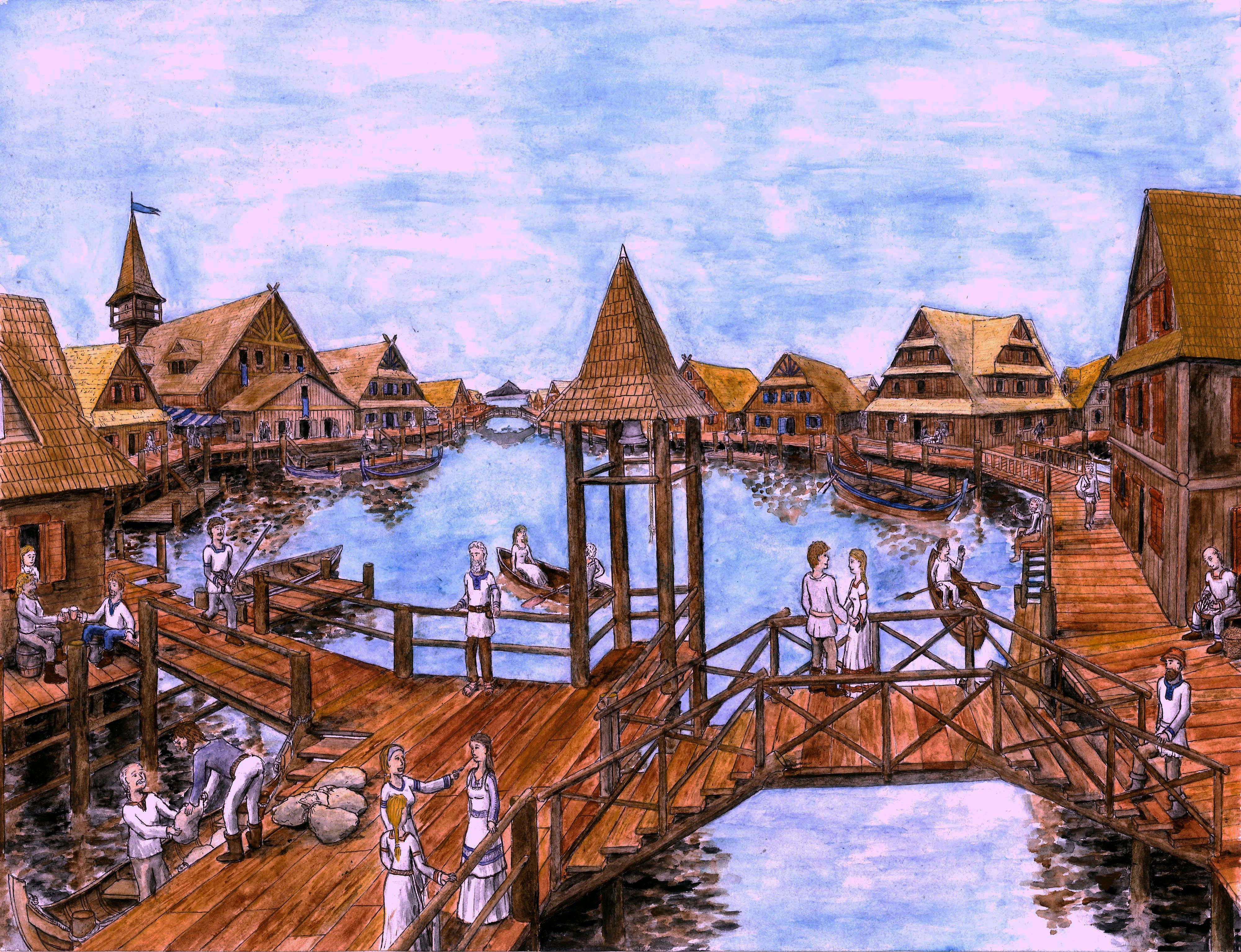
Le Bourg-du-Lac (Esgaroth).

Bard est le descendant de Girion, le dernier seigneur de la ville du Val, détruite par le dragon Smaug deux siècles avant les événements du Hobbit, qui prennent place en l'an 2941 du Troisième Âge. En dépit de son ascendance prestigieuse, il n'est alors que le capitaine d'une compagnie d'archers du Bourg-du-Lac. C'est un Homme de grande taille aux cheveux noirs, renommé pour son courage, bien qu'on l'accuse de n'annoncer que de mauvaises choses.
Lorsque Smaug attaque le Bourg-du-Lac, la compagnie de Bard est la dernière à tenir bon au milieu de l'incendie qui ravage la ville, mais le dragon est insensible aux flèches. Tout espoir semble perdu : les flammes se rapprochent, les hommes de Bard l'abandonnent et il ne lui reste plus qu'une dernière flèche. C'est alors qu'une grive vient parler à Bard, qu'il peut comprendre grâce à son sang royal, pour lui indiquer l'unique point faible dans la cuirasse de Smaug. Tirant sa dernière flèche à l'aide de son arc en bois d'if, il fait mouche et le dragon s'écrase sur la ville.

« Flèche ! Flèche noire ! Je t'ai gardée jusqu'au dernier moment. Tu ne m'as jamais trahi et je t'ai toujours recouvrée. Je te tiens de mon père, comme il te tenait de ceux de jadis. Si jamais tu es sortie des forges du véritable roi sous la Montagne, va et touche au but ! »

— Bard, avant de tirer la flèche qui tuera Smaug.
Bard rejoint les survivants de la catastrophe, qui le croyaient mort. Ils ne tardent pas à l'acclamer roi, au grand désarroi du bourgmestre élu du Bourg-du-Lac, mais Bard reste à son service, considérant que la situation grave dans laquelle se trouvent leurs concitoyens passe avant tout. Tandis que femmes, enfants et blessés restent sur la rive du Long Lac, où ils reçoivent l'assistance des Elfes de Forêt Noire, il se rend à la Montagne Solitaire avec les hommes valides et le Roi des Elfes pour revendiquer une part du trésor du dragon, à la fois en tant qu'héritier de Girion et pour soulager les souffrances des habitants du Bourg-du-Lac.
Une fois au pied de la Montagne, Bard a la surprise d'y découvrir le Nain Thorin et ses compagnons : tous les croyaient morts, tués par le dragon. Ils se sont barricadés à l'intérieur, et refusent de céder la moindre part du trésor de Smaug. Même lorsque le Hobbit Bilbo Bessac, compagnon des nains, offre la Pierre Arcane à Bard pour lui permettre de faire pression sur Thorin, qui tient plus que tout à ce joyau, ce dernier reste inflexible. En conséquence, les hommes et les elfes entreprennent le siège de la Montagne. L'arrivée des nains en armes de Dain, le cousin de Thorin, menace de faire dégénérer la situation en bataille ouverte, mais les trois armées s'unissent lorsqu'une vaste troupe de gobelins et de wargs surgit. Bard mène les hommes au combat durant la bataille des Cinq Armées, qui semble mal engagée jusqu'à ce que l'arrivée des Aigles et de Beorn ne fasse définitivement pencher la balance en faveur des peuples libres.
Après la mort de Thorin durant l'affrontement, Bard dépose la Pierre Arcane sur son giron en souhaitant : « Qu'elle reste là jusqu'à ce que la Montagne s'écroule ! Qu'elle apporte la chance à tous ceux de son peuple qui demeureront dorénavant ici. » Dain, devenu Roi sous la Montagne, remet un quatorzième du trésor de Smaug à Bard, qui le distribue largement au bourgmestre du Bourg-du-Lac, à ses amis, au Roi des Elfes (à qui il remet le collier de son ancêtre Girion, fait de cinq cents émeraudes) ainsi qu'à Bilbo, qui refuse cependant d'accepter davantage qu'un petit coffre rempli d'or et un autre rempli d'argent.
Trois ans plus tard, en 2944, Bard reconstruit la ville du Val et en devient le roi. Il entretient d'excellentes relations avec ses voisins nains et elfes. Sa puissance est grande, et la région autrefois connue sous le nom de « désolation de Smaug » redevient prospère. Il donne son nom aux hommes du Val, qui sont dès lors appelés les « Bardiens » (Bardings en anglais, « Bardides » dans l'ancienne traduction). Bard règne sur Dale pendant trente-trois ans. Son fils Bain lui succède en 2977, puis son petit-fils Brand en 3007. Brand meurt lors de la bataille de Dale contre les Orientaux le 17 mars 3019, et son fils, Bard, deuxième du nom, triomphe d'eux dix jours plus tard, après la chute de Sauron. Il prête ensuite allégeance au roi Elessar.

## Création et évolution
Durant la rédaction du Hobbit, Tolkien s'interroge longtemps sur la façon dont Smaug doit mourir, ou plutôt sur l'identité de celui qui doit le tuer : en effet, dans sa conception des dragons, seul un héros solitaire est à même de réussir un tel exploit. Dans des notes prises après l'écriture du chapitre IX, il envisage que ce soit Bilbo qui tue le dragon dans son sommeil, en perçant son point faible à l'aide d'une lance, un possible écho du conte traditionnel anglais Jack le tueur de géants selon John D. Rateliff. Cette idée persiste dans de nouvelles notes prises après l'écriture du chapitre XI, mais peu après, sitôt le chapitre suivant achevé, Tolkien raye le passage en question de ses notes et écrit en marge : « Dragon tué dans la bataille du Lac ».
Le personnage de Bard apparaît enfin durant la rédaction du chapitre XIII, « La mort de Smaug » (qui devient le chapitre XIV, « Feu et eau », dans le livre publié). Néanmoins, sa première mention n'annonce en rien le héros qu'il deviendra : sa réplique « Quel roi ? […] C'est bien probablement le feu maraudeur du Dragon […] » est dite d'une voix « hargneuse » (« surly »), un adjectif que Tolkien emploie dans Le Seigneur des anneaux pour qualifier des personnages aussi négatifs que Ted Rouquin, le meunier de Hobbitebourg qui rallie les brigands de Saroumane, ou l'orque Snaga. Néanmoins, quelques paragraphes plus loin, il est déjà devenu le descendant de Girion qui tue le dragon à l'aide de sa flèche noire fétiche, bien qu'il ne survive alors pas à son exploit. Par la suite, Tolkien remplace l'adjectif « hargneuse » par « sinistre » (« grim »), aux connotations moins négatives.
Tolkien décide très vite de sauver Bard, ce qui complique nettement le dénouement de son roman : la présence de l'héritier de Girion parmi les habitants du Bourg-du-Lac (qui le choisissent pour roi) leur donne des prétentions légitimes sur le trésor du dragon. Pour John Rateliff, ce n'est pas un hasard si la « deuxième phase » de la rédaction du livre s'achève peu après la mort de Smaug : l'auteur se retrouve dans une situation particulièrement complexe à dénouer, qui demande réflexion. Il n'envisage pas encore la bataille des Cinq Armées : ses notes révèlent que Bilbo devait remettre la « Gemme de Girion » à Bard (l'héritier de Girion), permettant une résolution pacifique de la querelle l'opposant à Thorin quant au partage du trésor de Smaug. Lorsque Tolkien abandonne l'idée de la Gemme pour en faire la Pierre Arcane, il introduit le collier d'émeraudes de Girion pour occuper son ancien rôle.

## Critique et analyse

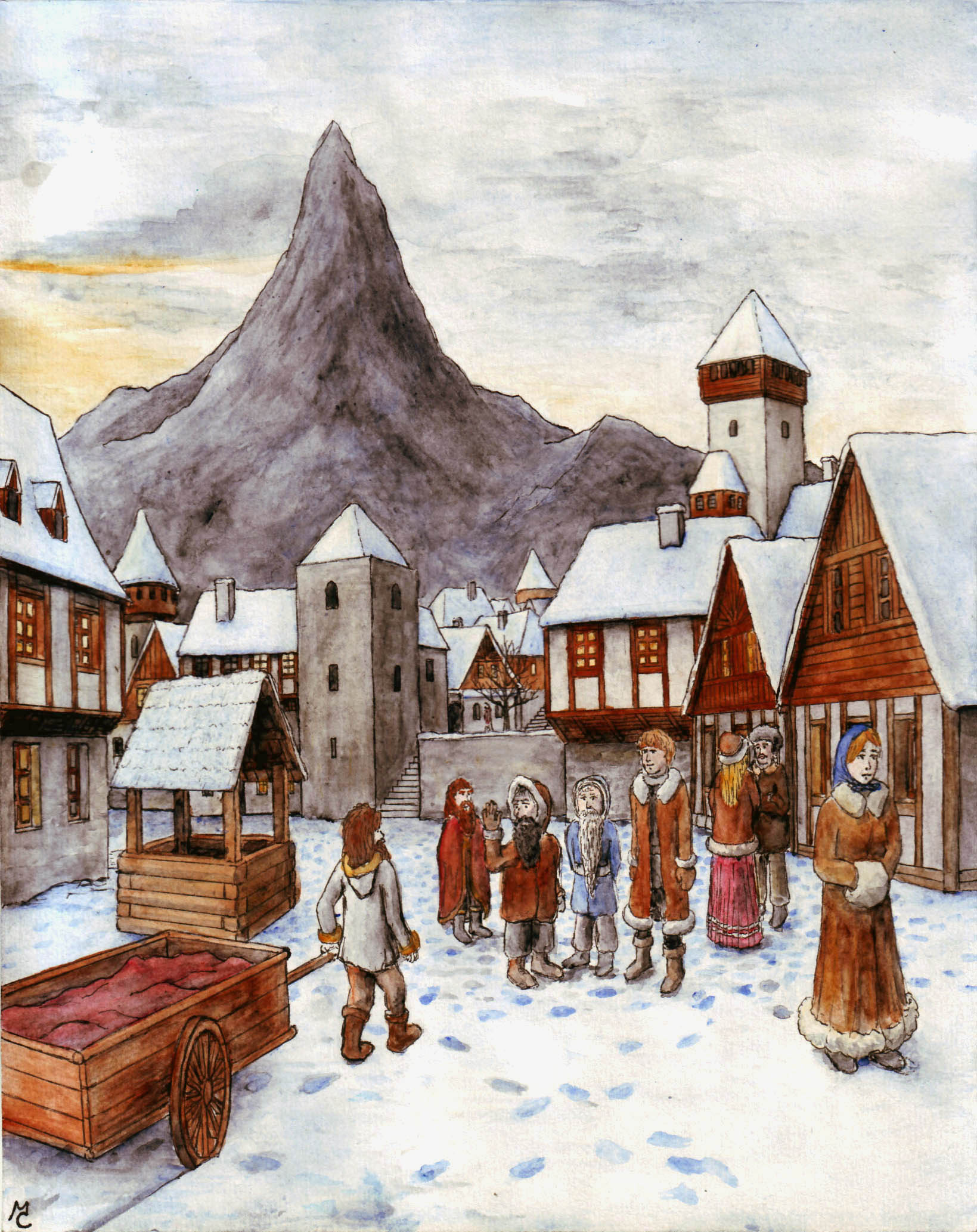
La ville du Val, surplombée par la Montagne solitaire.

Tout en soulignant que l'idée du héros qui apparaît soudainement pour accomplir une tâche que personne n'ose entreprendre, et s'avère après coup être l'héritier perdu du trône, est récurrente dans les contes de fées, John D. Rateliff suggère que le personnage de Bard a pu être inspiré à Tolkien par celui de Wiglaf dans le poème anglo-saxon Beowulf, dont Tolkien a repris de nombreux éléments pour les derniers chapitres du Hobbit. Comme Bard, Wiglaf est introduit tardivement dans le récit, et il n'est pas nommé dès sa première apparition ; il est le seul à avoir suffisamment de courage pour affronter un dragon ; il s'avère être de lignée royale ; et il devient le roi des Geats après la mort du dragon. En revanche, la façon dont Bard tue Smaug ne présente aucun équivalent dans les traditions anglo-saxonne et nordique. Rateliff doit se tourner vers la mythologie grecque pour trouver un parallèle avec Ladon, le gardien du jardin des Hespérides vaincu par Héraclès.
Au sein de l'œuvre de Tolkien, Rateliff remarque que Bard est le premier héros humain à connaître un sort heureux et non tragique, contrairement à Beren, Húrin ou Túrin. Il voit ainsi en lui un précurseur d'Aragorn : tous deux rétablissent les royaumes de leurs ancêtres dans toute leur gloire grâce à leurs exploits. Verlyn Flieger et Douglas A. Anderson reprennent ce parallèle avec Aragorn pour illustrer la progression de Tolkien comme auteur, d'un Bard introduit en toute hâte pour combler un trou dans la narration à un Grands-Pas dont l'apparition est cohérente non seulement avec l'intrigue, mais aussi avec le personnage lui-même. Pour Marjorie Burns, Bard s'inscrit dans la tradition du héros humble selon Tolkien, également illustrée par Aragorn, Faramir ou Gandalf, tous amenés à remplacer les puissants qui se sont montrés indignes de leur tâche, respectivement le bourgmestre du Bourg-du-Lac, Denethor, Boromir et Saroumane.
Dès sa première apparition, Bard est dépeint comme un personnage négatif, qui voit toujours le mauvais côté des choses. Contrairement au roi des elfes, il fait preuve de méfiance au moment de l'arrivée de Bilbo avec la Pierre Arcane. Néanmoins, Sumner G. Hunnewell note, dans son inventaire des personnages négatifs de Tolkien, que Bard est l'un des rares qui connaisse un sort heureux, peut-être grâce à sa générosité après la destruction du Bourg-du-Lac. Au contraire, Boromir, Gríma et Thorin connaissent une fin tragique, tandis qu'Amlach, Bereg et Ted Rouquin disparaissent de l'histoire.

## Adaptations

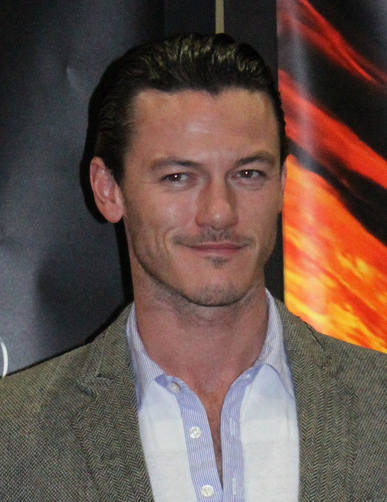
Luke Evans.

- Bard est interprété par Peter Williams dans l'adaptation radiophonique du Hobbit pour la BBC (1968).
- John Stephenson prête sa voix à Bard dans le téléfilm d'animation Rankin/Bass The Hobbit (1977).
- Le jeu de cartes à collectionner Le Seigneur des anneaux : les sorciers comprend une carte « Bard l'Archer », illustrée par Angelo Montanini (1995-1998).
- Bard est doublé par André Sogliuzzo dans le jeu vidéo Bilbo le Hobbit (2003).
- L'acteur britannique Luke Evans interprète Bard dans l'adaptation cinématographique en trois volets du Hobbit réalisée par Peter Jackson (2012-2014). Son rôle est plus important que dans le livre : au lieu d'apparaître lors de l'attaque de Smaug sur Bourg-du-Lac, c'est lui qui amène les Nains en ville après leur fuite en tonneau des cavernes de Thranduil. Il tente également de convaincre les habitants de Bourg-du-Lac de ne pas autoriser les Nains à se rendre à Erebor, en vain. Deux filles lui sont ajoutées, nommées Sigrid et Tilda.